# Kathleen Mulchrone
Kathleen "Kate" Mulchrone (en irlandais : Caitlín Ó Maolchroín or Ní Maolchroín, 22 novembre 1895 - 13 juin 1973) est une érudite celtique irlandais.

## Biographie
Kathleen Mulchrone est née à Kilbeggan dans le comté de Westmeath, le 22 novembre 1895. Elle est la plus jeune des trois filles du sergent de la police royale irlandaise, Patrick Mulchrone originaire du comté de Mayo et Mary Mulchrone (née Spain) du comté de Tipperary. Elle fréquente l'école primaire de Fore, dans le comté de Westmeath, puis le couvent de Loreto à Mullingar. Grâce à ses résultats à l'examen du certificat de fin d'études en 1913, elle reçoit une bourse pour fréquenter l'University College Dublin (UCD). Elle est diplômée d'un Bachelor of Arts en 1916, d'un Higher diploma en 1917, et enfin d'un Master of Arts en 1918,.
Mulchrone reçoit ensuite une bourse de voyage pour étudier pour un D.Phil. à Bonn en Allemagne, sous la supervision du professeur Rudolf Thurneysen. Ils se tiennent en grande estime, certains affirmant qu'elle est son élève préférée. Elle publie son travail de troisième cycle sur saint Patrick dans Zeitschrift für Celtische Philologie (1926-1927), qui a ensuite été publié sous le titre Bethu Phátraic: the tripartite life of St Patrick en 1939. Osborn Bergin écrit que ce livre est « le meilleur du genre qui soit apparu depuis de nombreuses années »,.
Mulchrone enseigne dans un certain nombre d'établissements, tout d'abord en tant qu'instructeur de formation professionnelle en irlandais au Westmeath County Council de 1925 à 1927, puis au Rathmines Vocational College de 1928 à 1938. Elle enseigne à l'UCD en tant que maître de conférences de 1931 à 1938, avant de travailler à la Commission irlandaise des manuscrits de la Royal Irish Academy (RIA) de 1928 à 1938. Entre 1926 et 1970, elle est l'auteur ou co-auteur de 14 des 27 fascicules du Catalogue of Irish Manuscripts de la RIA. Elle contribue aux essais d'un certain nombre de volumes : Measgra i gcuimhne Mhichíl Uí Chléirigh (1944), Studies in early Irish law (1936), et The Book of Lecan: Leabhar Mór Mhic Fhir Bhisigh Leacain (1937). Ses articles sont publiés dans des revues savantes telles que Studia Hibernica, le Journal of the Galway Historical and Archaeological Society, Irish Ecclesiastical Record et Celtica.
Elle est nommée professeur de philologie irlandaise et irlandaise ancienne et moyenne à l'University College de Galway lors de la création de la chaire en 1938, où elle dispense bon nombre de ses cours en irlandais moderne. Elle occupe ce poste jusqu'à sa retraite en 1965.
Mulchrone meurt à son domicile de Patrick Street, Mullingar le 13 juin 1973 et est enterrée à Ballyglass. La RIA conserve une collection de documents académiques,.